# Super Animal Royale
Super Animal Royale este un joc video de tip battle royale indie dezvoltat și publicat de Pixile Studios pentru Microsoft Windows și MacOS. Jocul include meciuri de 64 de jucători cu animale antropomorfe care folosesc o varietate de arme dintr-o perspectivă 2D și au fost construite folosind motorul de joc Unity. O versiune "Early Access" a fost lansată pe Steam pe data de 12 decembrie 2018, cu o versiune demo gratuită pentru joc, lansată în luna ianuarie 2019. 

## Legături externe
- Site oficial
- pagina de Facebook

1. 1 2 3 4 5  Microsoft Store, accesat în 17 decembrie 2021
2. ↑  Humble Store
3. ↑  Steam
4. ↑  Nintendo eShop